# إي (فرنسا)
 إي، (بالفرنسية: Y)، تنطق:(‎i‏)، هي بلدية في إقليم سوم، في منطقة أوت دو فرانس، في شمال فرنسا.

## توأمة
لإي (فرنسا) اتفاقيات توأمة مع:
- للنفيربوللغوينغيلل